# Fagraea blumei
Fagraea blumei är en gentianaväxtart. Fagraea blumei ingår i släktet Fagraea och familjen gentianaväxter.

## Underarter
Arten delas in i följande underarter:
- F. b. blumei
- F. b. plumeriaeflora